# Браун-Уэйт, Джинни
Вирджиния Браун-Уэйт (англ. Virginia Brown-Waite; род. 5 октября 1943, Олбани) — американский политический деятель, член Палаты представителей США от Флориды (2003—2011).

## Биография
Родилась 5 октября 1943 года в Олбани, штат Нью-Йорк, США. В 1976 году окончила колледж Эмпайр Стейт со степенью бакалавра в области междисциплинарных исследований. Позже она получила степень магистра в области государственного управления в колледже Рассела Сейджа.
На протяжении семнадцати лет она работала штатным сотрудником в Сенате штата Нью-Йорк, а затем стала его законодательным директором.

## Карьера
В ноябре 1992 года Браун-Уэйт впервые победила на выборах в Сенат Флориды от Республиканской партии, вступив в должность в 1993 году. Она отработала в законодательном органе штата три срока, занимая должность руководителя фракции большинства в Сенате с 1999 по 2000 год, а также временного председателя Сената штата с 2001 по 2002 год.
В 2002 году Браун-Уэйт выдвинула свою кандидатуру на пост члена Палаты представителей США от 5-го округа Флориды. Она без особых усилий смогла выиграть республиканские праймериз, а затем одержала незначительную победу в ноябре того же года над Карен Турман, несмотря на негативную огласку, которая произошла в октябре, когда полиция поймала её мужа на краже табличек в поддержку Турман.